# Villa Weltzheimer-Johnson
Pour les articles homonymes, voir Villa (homonymie) et Johnson.
La villa Charles Weltzheimer ou villa Weltzheimer-Johnson ou Weltzheimer-Johnson House est une villa de style moderne-usonia-organique-Prairie School, construite en 1949 par l'architecte américain Frank Lloyd Wright (1867-1959) à Oberlin dans l'Ohio aux États-Unis,. 

## Historique
Cette villa est construite entre 1948 et 1949, pour le couple américain Charles et Margaret Weltzheimer, en forme de « L » en béton, brique, bois de séquoia, avec 4 chambres, toit-terrasse, intérieur en bois, meubles encastrés, et vastes baies vitrées sur terrain arboré et paysagé.

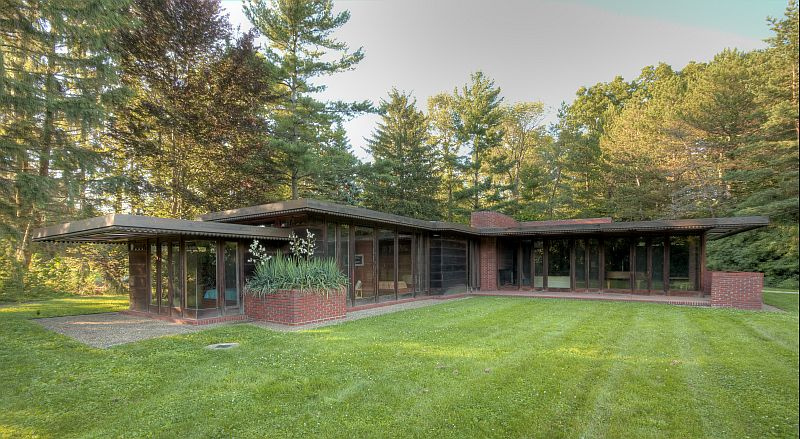
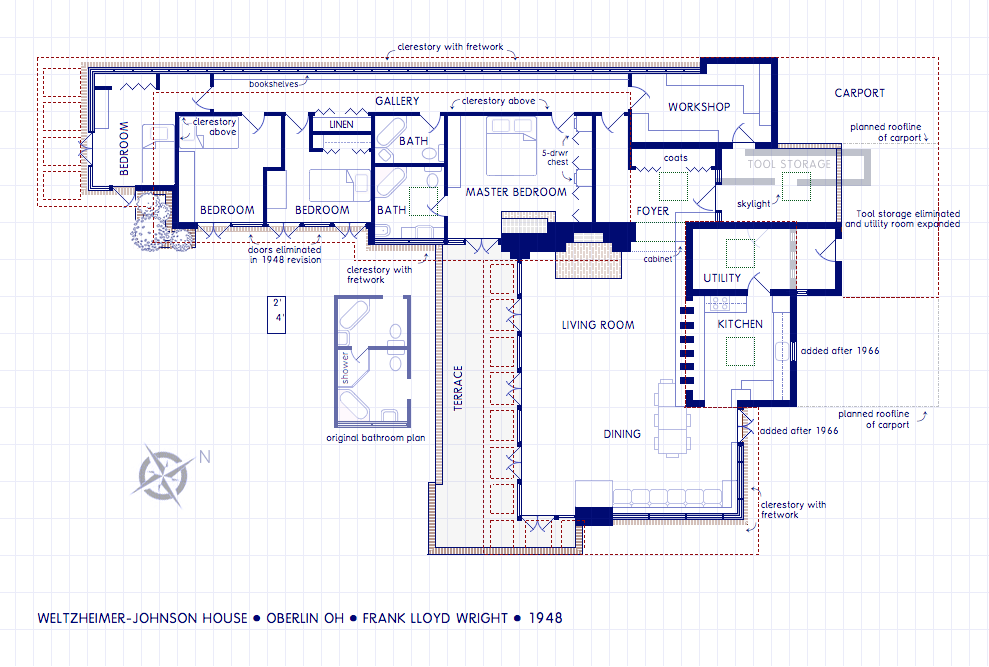

Son style moderne-usonia-organique-Prairie School est inspiré entre autres des villas avantgardistes Kings Road House (1922), de l'architecture californienne moderne d'après-guerre, et des villa Taliesin (1911), maison sur la cascade (1935), Taliesin West (1937), villa Hanna-Honeycomb (1937), et Jacobs I (1937)... de Frank Lloyd Wright.
La villa est revendue en 1963 à deux propriétaires successifs qui la modifie. Ellen H. Johnson (en) (conservatrice du Allen Memorial Art Museum, et professeur d'art moderne de l'université Oberlin College voisine) l’acquière en 1968, pour y vivre et la restaurer avec d'importants travaux dans son état d'origine, avant de la léguer à l'université après sa disparition en 1992,.  
Voisine du club de golf d'Oberlin, la villa est à ce jour gérée par le Allen Memorial Art Museum de l'université Oberlin College, qui y organise des journées portes ouvertes régulières.